# Porte d'Ivry (metropolitana di Parigi)
Porte d'Ivry è una stazione sulla linea 7 (sulla diramazione Mairie d'Ivry) della metropolitana di Parigi. Essa è ubicata nel XIII arrondissement di Parigi.

## La stazione

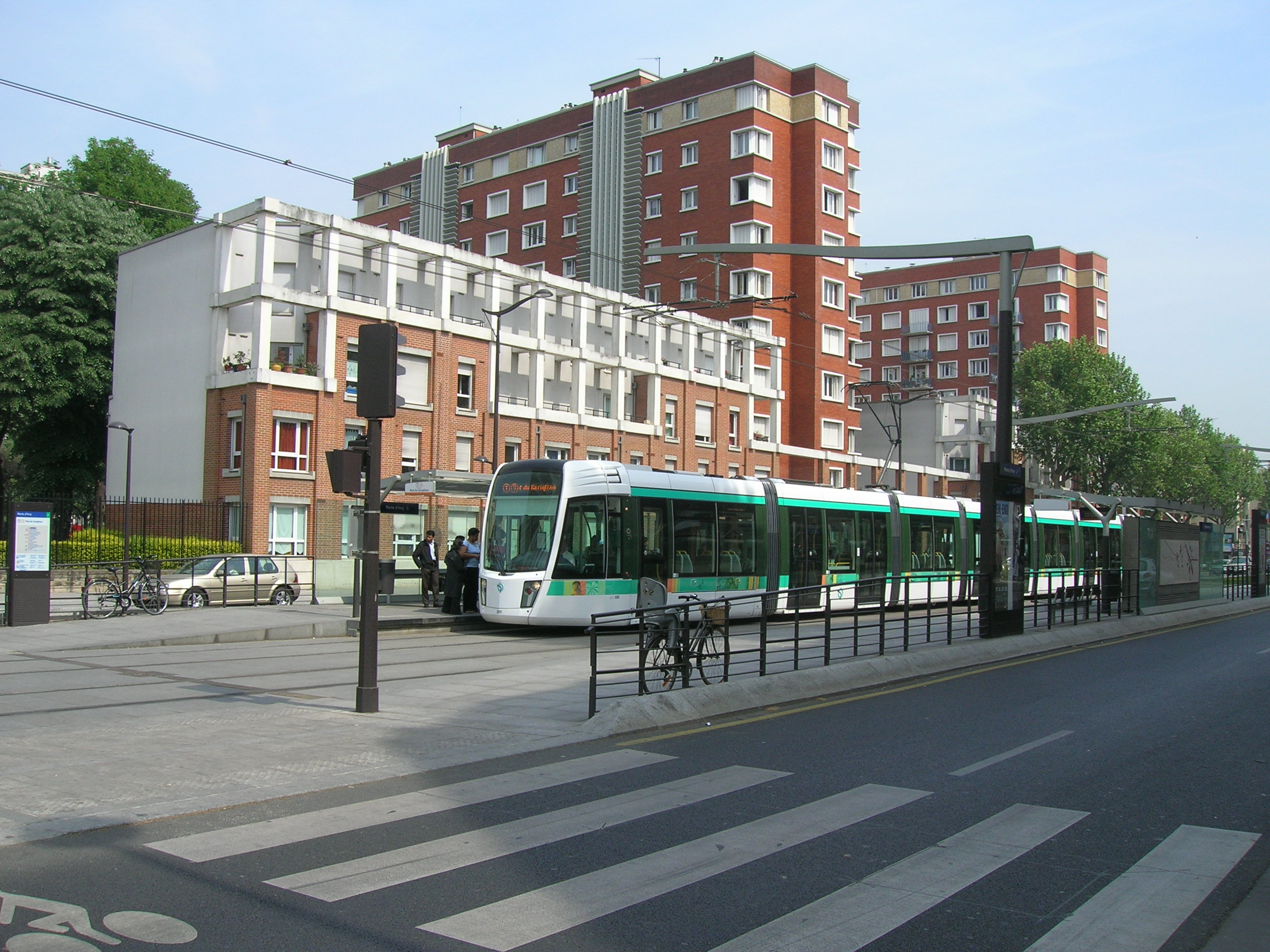
La stazione del tram

### Localizzazione
Come indicato dal nome, la stazione è ubicata a porte d'Ivry sotto l'avenue de la Porte d'Ivry; la stazione del Tram è lungo il boulevard Masséna.

### Storia
La stazione venne aperta il 26 aprile 1931.

## Accessi
- Boulevard Masséna: scala al 50, avenue de la Porte d'Ivry
- Avenue d'Ivry: scala al 1, avenue d'Ivry
- Avenue de la Porte d'Ivry: scala al 53, avenue de la Porte d'Ivry, oltre che una scala mobile in uscita verso la direzione Mairie d'Ivry

## Interconnessioni
- Bus RATP - 27, 83, PC2
- Noctilien - N31

## Nelle vicinanze
- La porte d'Ivry è l'ingresso al quartiere cinese sito nel XIII arrondissement di Parigi.